# Referendum na Grenlandii w 2008 roku
Referendum na Grenlandii w 2008 roku – referendum przeprowadzone 25 listopada 2008 roku w sprawie rozszerzenia zakresu autonomii Grenlandii stanowiącej duńskie terytorium zależne. 
Według przedwyborczego sondażu z 24 listopada za zwiększeniem samodzielności opowiadało się 61% obywateli, zaś 15% było temu przeciwnych. Postulat rozszerzenia niezależności poparły też wszystkie partie polityczne Grenlandii, z wyjątkiem Demokratów. 
Do głosowania uprawnionych było łącznie 39 tysięcy obywateli z 80 miejscowości.

## Wyniki i następstwa
Frekwencja w głosowaniu osiągnęła poziom 71,96%. Spośród głosujących zdecydowana większość (75,54%) opowiedziało się za poszerzeniem autonomii wyspy. Z kolei przeciwko zmianom głosowało 23,57% wyborców. Zadowolenie z rezultatów referendum wyraził m.in. premier lokalnego rządu - Hans Enoksen.
Zwycięstwo zwolenników zmian zdecydowało o zwiększeniu uprawnienia lokalnych władz m.in. w dziedzinie sądownictwa, polityki morskiej i gospodarowania zasobami naturalnymi wyspy. Oznacza to, że w gestii Królestwa Danii pozostanie przede wszystkim polityka obronna i zagraniczna.